# Plumbers Don't Wear Ties
Plumbers Don't Wear Ties (littéralement en anglais Les plombiers ne portent pas de cravate) est un jeu vidéo de type film interactif sorti en 1994 en Amérique du Nord sur 3DO et Windows.

## Histoire
Le jeu se déroule à Los Angeles, au début des années 1990. John et Jane sont poussés par leurs parents respectifs à trouver un conjoint convenable. John est un plombier et Jane, n'ayant pas d'emploi, se rend à un entretien d'embauche. Le probable futur patron de Jane, Thresher, tente de la violer, mais John la sauve…
Au cours de certains moments du jeu, le joueur a la possibilité de choisir entre plusieurs actions qui changent le scénario au fur et à mesure du temps ; faire les bons choix fera rassembler les personnages, mais les mauvais choix se traduiront par un commentaire négatif du narrateur du jeu. Si trop de mauvais choix sont faits, le joueur se voit confier le choix de relancer le jeu ou tenter de faire le bon choix.

## Système de jeu
Les règles du jeu sont de choisir entre plusieurs suites du films a des moments donnés du jeu. Seul l'un des choix est le bon. Les séquences de « films » sont représentées par une série de photographies mettant en scène les personnages, secondé par des répliques auditives prononcées par les acteurs.
Bien qu'il soit catégorisé en tant que "film interactif", seule l'introduction est effectivement un film, l'intégralité du jeu étant constitué d'images fixes doublées par des acteurs. L'interactivité se résume à quelques écrans présentant des choix multiples permettant au joueur de faire de choix qui guideront le scénario. Un "mauvais" choix provoque un commentaire négatif du narrateur (qui est alors visible à l'écran) et ramène le joueur au même écran de choix.

## Contenu
Le jeu est déconseillé aux moins de 17 ans pour son contenu sexuel (certaines scènes ont été jugées trop « violentes », ce qui explique pourquoi ce jeu n'est pas conseillé aux mineurs).

## Casting
- Edward J. Foster - John ;
- Jeanne Basone - Jane ;
- Paul Bokor - Thresher ;
- Harry Armis - Narrateur.

## Accueil
Gen4 critique très sévèrement ce jeu, titrant son article « N'importe quoi », et s'insurge de voir des produits aussi « débilitants » également arriver sur 3DO. Selon le magazine, cette « espèce de roman-photo pseudo-sexy » souffre d'une « qualité technique lamentable », d'un « intérêt nul », et sa « soit-disante [sic] interactivité est ridicule ».
Le jeu est cité en 2018 dans le dossier de Canard PC « Les Nanars du jeu de rôle : Une contre-histoire du RPG » qui l'assimile à un livre dont vous êtes le héros à l'allure de film pornographique, « d'un goût plus que douteux ».